# One Mic (singolo)
One Mic è il terzo singolo tratto da Stillmatic, quinto album del rapper Nas.
La canzone contiene un campionamento da In the Air Tonight di Phil Collins ed è un continuo crescendo di tonalità e liriche. È considerata da molti critici ed ascoltatori una delle migliori canzoni hip hop di sempre.

## Il video
Diretto da Chris Robinson, il video segue l'andamento del pezzo, diventando sempre più duro e carico d'espressione per poi tornare alla tranquillità del ritornello.

## Tracce

### Lato A
1. One Mic (Explicit) (3:51)
2. One Mic (Clean) (3:54)

### Lato B
1. One Mic (Instrumental) (3:54)
2. 2nd Childhood (Explicit) (3:00) 
  - Prodotta da DJ Premier